# 알프나흐 도르프역
알프나흐 도르프역(독일어: Alpnach Dorf)은 스위스 옵발덴주의 알프나흐 시정촌에 있는 기차역이다. 그것은 루체른과 인터라켄을 연결하는 첸트랄반 소유의 브뤼닉선에 있다.
알프나흐 도르프역은 알프나흐에 서비스를 제공하는 두 역 중 하나이며, 다른 하나는 알프나흐슈타트이며, 이 역은 북쪽으로 약 1.5km 떨어진 브뤼닉선에 있다.

## 운행편
다음 서비스는 알프나흐슈타트에서 정차한다.
- 루체른 S-반 :
  - S5 : 루체른과 기스빌 사이를 30분 간격으로 운행.
  - S55 : 루체른과 작센 간의 러시아워 서비스